# James Ewing
James Ewing (ur. 25 grudnia 1866 w Pittsburghu, zm. 16 maja 1943 w Nowym Jorku) – amerykański lekarz, patolog. Był pierwszym profesorem patologii na Cornell University. Jako pierwszy opisał nowotwór, znany dziś jako mięsak Ewinga.
Urodził się 25 grudnia 1866 jako trzecie z pięciorga dzieci Thomasa i Julii Ewingów. Uczył się w Amherst College (Massachusetts), w 1888 został przyjęty do College of Physicians and Surgeons of New York które ukończył trzy lata później z tytułem doktora medycyny. W 1898 służył jako chirurg w amerykańskiej armii. Był współzałożycielem National Radium Institute i American Society for the Control of Cancer w 1913 roku. Zmarł 16 maja 1943 z powodu raka pęcherza moczowego.
Typ nowotworu kości znany obecnie jako mięsak (guz) Ewinga opisał w pracy z 1921 roku.

## Wybrane prace
- Clinical pathology of Blood: A Treatise on the General Principles and Special Applications of Hematology. Philadelphia and New York, 1901.
- Neoplastic Diseases: A Textbook on Tumors. Philadelphia, W. B. Saunders, and London, 1919. Fourth edition 1940.
- Causation, Diagnosis and Treatment of Cancer. Baltimore, 1931.
- Blood. Philadelphia. 1910